# Giuseppe Di Menza
Giuseppe Di Menza (Gela, 22 dicembre 1822 – Palermo, 14 aprile 1896) è stato un magistrato italiano.

## Biografia
Nato da genitori appartenenti all'aristocrazia gelese, Salvatore Di Menza Cauchi (figlio del dottore Giuseppe Di Menza Lionti e della baronessa Camilla Cauchi) e Giuseppa Vella Labiso (figlia di Arcangelo Vella Barone di Schifazzo e Daino e di Donna Isabella Labiso Rosso dei Baroni di Giummaria). All'età di 15 anni intraprese gli studi di diritto a Palermo, conseguendo la laurea all'età di 20 anni.
Nel 1846 cominciò a mettere a frutto le sue qualità di studioso e in quell’anno vinse un concorso a premio sulla Scienza d’Economia Politica, il cosiddetto Premio Angioino, ottenendo un diploma con medaglia di primo grado. Non passò che qualche mese e il giovane Di Menza fu chiamato a svolgere il compito di Segretario del Principe di Castelreale, allora intendente di Caltanissetta.
Intanto in Sicilia, nel 1848 iniziavano i moti indipendentistici contro l’oppressione borbonica e Giuseppe Di Menza vi partecipò assieme a tanti gelesi, di cui ricordiamo solo i capi: Giuseppe e Giacomo Navarra e i fratelli Camerata Scorazzo. Ma nel 1849 le sorti dovevano rivoltarsi contro i fautori della rivolta, i quali, ripristinatasi la dinastia borbonica in Sicilia, furono in massima parte esiliati. Al Di Menza toccò una sorte migliore; quel governo infatti, invece di punirlo, lo tenne in alta considerazione tant’è che venne assunto, dopo aver conseguito un concorso, al Ministero e Segreteria di Palermo, oggi diremmo al Ministero degli Interni. Da impiegato iniziò una rapida e brillante carriera. Nel 1856 fu nominato Consigliere d’Intendenza a Caltanissetta e, tre anni dopo, sottointendente Titolare nella città di Patti.
Con i moti del 1860 stette fermo al suo posto sino all’assetto del nuovo ordine di cose. E così come era avvenuto per il governo borbonico prima, anche per quello sabaudo dopo, il Di Menza non venne perso di vista tant’è che fu quest’ultimo nominato Capo sezione nella segreteria di Stato di Giustizia di Palermo. Due anni dopo, nel 1862, ebbe l’incarico di Procuratore del Re nella stessa città e, un anno dopo, Consigliere d’Appello in Macerata nelle Marche. Con quest’ultima carica fu trasferito prima, nel 1863, a Catania e dopo, nel 1865, a Termini Imerese; infine a Palermo con la missione di Presidente della Corte d’Assise. Per una serie ininterrotta di anni fu consigliere comunale nel capoluogo dell’Isola, risultando quasi sempre il primo fra i candidati.
Più volte declinò la carica di sindaco del capoluogo siciliano. Nel 1880 ascese al posto di Presidente di Corte d’Appello e in quello stesso anno, ricevette dal Governo Italiano il titolo di Commentatore dell’Ordine della Corona d’Italia.
Nonostante il successo non dimenticò mai la sua terra natìa. A parte i singoli favori che mai negò ai gelesi, a lui si debbono la reintegra dei beni demaniali usurpati e i benefici della divisione dei terreni di Gela alle classi diseredate. Appoggiò allora le aspirazioni del comune per le comunicazioni stradali e per la restituzione dei fondi dalla Casa Monteleone contro la quale lo stesso Comune sosteneva da tempo liti irrisolvibili. Inoltre, ordinò l’esecuzione del testamento della Principessa Roviano Anna Maria Pignatelli, fatto nel 1842, a favore dell’educazione religiosa e civile dei gelesi con l’erezione del Convitto Roviano Pignatelli.
Durante la sua attività di magistrato licenziò alla stampa molti lavori a carattere giuridico, si ricordano: “Cronache delle Assise di Palermo” e “Il processo Catalfamo”, ma anche di carattere letterario e di genere storico-romantico come “Fotografie e Profili e Episodi della vita del Masnadiere Leone”. Fu fondatore e collaboratore del “Circolo Giuridico”, un’opera colossale che raccoglieva i lavori giudiziari più importanti dell’epoca. Ebbe relazione epistolari con celebri letterati come il Cantù, il D’Azeglio, Il Tommaseo, il Gregorovius, il Longo, oltre a legami di amicizia che l’univano ai D’Aita, ai Sampieri, ai Mortillaro, ai De Spucches, ai Galati e ad altre nobiltà letterarie di Sicilia. Fu socio effettivo dell’Accademia di Araldica di Pisa, e di quella di Storia Patria di Palermo, nonché socio di tanti Circoli e tante Società di Scienze giuridiche, morali e politiche e Mutuo Soccorso.
Nel 1845, l’unico suo fratello perse la vita in un incidente. Non ebbe in conforto di trovarsi a Gela a tempo per imprimere nella fronte dei suoi genitori l’ultimo bacio. Nel 1875, l’unica figlia, Giuseppina, all’età di 16 anni, gli venne strappata dalla morte per una banale puntura di ago infetto. Nel 1886, la moglie Angelina, ancora in età giovanile, morì affetta da una malattia inguaribile.
Il 14 aprile del 1896, dopo due anni di penosa malattia morì, lasciando la cittadinanza in lacrime.
Quando venne reso pubblico l’annunzio della sua morte, Palermo rimase dolorosamente impressionata. La Giunta municipale riunitasi d’urgenza deliberò di rendere solenni onoranze all’estinto. Alle esequie partecipò tutta Palermo con la Magistratura al completo.
Nello stesso giorno del decesso, non appena giunse a Gela l’infausta notizia della morte del Commentatore, il Municipio, in omaggio al concittadino defunto, sciolse la seduta dopo l’applauditissima allocuzione funebre del cav. Avv. Antonino Cipolla, assessore più anziano facente funzione di sindaco, in cui espose le doti rare del concittadino e i più rilevanti benefici fatti alla Patria.
Il 20 maggio, ad un mese esatto dalla morte del Comm. Di Menza fu celebrata a Gela, a cura dell’amministrazione comunale, nella chiesa madre, una messa di suffragio per l’anima del Di Menza a cui partecipò tutta la cittadinanza, che osservò un giorno di lutto cittadino e quindi tutte le attività si fermarono per l’evento.

## Opere
- Episodi della vita del masnadiere Leone, Palermo, Tipografia del Giornale di Sicilia, 1877
- I masnadieri maurini: storia delle bande armate in Sicilia dal 1872 al 1877, Palermo, Tipografia del Giornale di Sicilia, 1878.
- I gregarii del masnadiere Leone, Palermo, Tipografia del Giornale di Sicilia, 1878.
- I masnadieri giulianesi: ultimo avanzo del brigantaggio in Sicilia, Palermo, Tipografia del Giornale di Sicilia, 1879.